# 張懷媗
張懷媗（1980年08月30日—），本名張玉欣，台灣女演員。

## 電視劇
| 年份   | 首播頻道   | 劇名                                | 角色         |
| ------ | ---------- | ----------------------------------- | ------------ |
| 2003年 | 東森綜合台 | 老婆大人                            |              |
| 2005年 | 民視       | 八兩金                              | 阿菊         |
| 2005年 | 八大第一台 | 第一劇場 - 夜半鐘聲                 | 王淑華       |
| 2005年 | 民視       | 關鍵時刻 - 將軍夫人                 | 沈玲玲       |
| 2005年 | 民視       | 關鍵時刻 - 一世情緣                 | 年輕高黃美珠 |
| 2005年 | 民視       | 關鍵時刻 - 算命仙的生死簿           | 王智玲       |
| 2005年 | 民視       | 關鍵時刻 - 都是草莓惹的禍           | 王小玉       |
| 2006年 | 民視       | 關鍵時刻 - 惡魔在身邊               | 廖采華       |
| 2006年 | 民視       | 關鍵時刻 - 迷幻陰謀                 | 何美玉       |
| 2006年 | 民視       | 關鍵時刻 - 遲來的正義               | 張麗鳳       |
| 2006年 | 民視       | 關鍵時刻 - 真相                     | 李秘書       |
| 2006年 | 民視       | 關鍵時刻 - 陰陽傳奇系列 - 家有神差  | 曾慧娟       |
| 2006年 | 民視       | 愛                                  | 麗莎         |
| 2007年 | 台視       | 星星知我心                          | 檳榔西施     |
| 2009年 | 三立台灣台 | 戲說台灣 - 送子婆姐                 | 阿春仔       |
| 2009年 | 大愛電視台 | 台九線上的愛                        | 陶佩瑜       |
| 2009年 | 大愛電視台 | 伴我飛翔                            | 君如         |
| 2010年 | 大愛電視台 | 清秀家人                            | 秋香         |
| 2011年 | 大愛電視台 | 微笑面對                            | 江欣慧       |
| 2011年 | 民視       | 父與子                              | 娜娜         |
| 2012年 | 民視       | 風水世家                            | 章懷瑄(貝拉) |
| 2013年 | 大愛電視台 | 心願                                | 黃素勤       |
| 2014年 | 民視       | 廉政英雄 - 第二十八單元：我本無罪   | 邱雅玲       |
| 2015年 | 民視       | 星座愛情雙魚女                      | 阿滿         |
| 2015年 | 民視       | 嫁妝                                | 王雅馨       |
| 2015年 | 大愛電視台 | 永不放棄                            | 李純招       |
| 2016年 | 民視       | 廉政英雄 - 第三十四單元：誰是繼承人 | 羅馨琪       |
| 2016年 | 民視       | 春花望露                            | 周阿鸞       |
| 2017年 | 大愛電視台 | 車站人生                            | 大嫂         |
| 2017年 | 大愛電視台 | 竹南往事                            | 阿美         |
| 2018年 | 民視       | 幸福來了                            | 貝拉         |
| 2019年 | 三立台灣台 | 炮仔聲                              | 倪曉馨       |
| 2020年 | 大愛電視台 | 我家的美好時光                      | 阿美         |
| 2020年 | 三立台灣台 | 戲說台灣-新娘神救姻緣               | 陳心桂       |
| 2020年 | 三立台灣台 | 戲說台灣-女戰神點女乩神             | 菁埔夫人     |

## 外部連結
- 張懷媗的Facebook專頁
- 張懷媗的新浪微博
- 張懷媗的Instagram帳戶